# Aalborg BK
Pour les articles homonymes, voir AaB.
Cet article concerne la section football d'Aalborg Boldspilklub. Pour la section handball, voir Aalborg Håndbold. Pour la section hockey sur glace, voir Aalborg Pirates.
Maillots
Le Ålborg Boldspilklub Fodbold, plus connu comme le AaB Ålborg ou Ålborg BK, est la section football d'un club omnisports danois, fondé le 13 mai 1885 et basé à Aalborg. 
Le club remporte en 2014 son quatrième titre de champion du Danemark de football.

## Historique
- 1885 : fondation du club sous le nom de Aalborg Cricket Club
- 1899 : le club est renommé AaB Aalborg
- 1928 : 1re participation au championnat de 1re division (saison 1928/29)
- 1966 : 1re participation à la Coupe des Coupes (C2, saison 1966/67)
- 1993 : 1re participation à la Coupe de l'UEFA (C3, saison 1993/94)
- 1995 : 1re participation à la Ligue des Champions (C1, saison 1995/1996)
- 1996 : 1re participation à la Coupe Intertoto (C4, saison 1996/97)

## Bilan sportif

### Palmarès
- Championnat du Danemark
  - Champion (4) : 1995, 1999, 2008, 2014
- Coupe du Danemark
  - Vainqueur (3) : 1966, 1970, 2014
  - Finaliste (10) : 1967, 1987, 1991, 1993, 1999, 2000, 2004, 2009, 2020, 2023
- Supercoupe du Danemark
  - Finaliste (3) : 1995, 1999, 2004
- Championnat du Danemark de deuxième division
  - Champion (2) : 1962, 1978

### Bilan par saison
Légende
- Vainqueur de la compétition
- Vice-champion ou finaliste de la compétition
- Troisième de la compétition
- Promotion en division supérieure
- Relégation en division inférieure

| Saison    | Championnat | Championnat | Championnat | Championnat | Championnat | Championnat | Championnat | Championnat | Championnat | Championnat | Coupe du Danemark   |
| Saison    | Division    | Pos         | Pts         | J           | V           | N           | D           | BP          | BC          | Diff        | Coupe du Danemark   |
| --------- | ----------- | ----------- | ----------- | ----------- | ----------- | ----------- | ----------- | ----------- | ----------- | ----------- | ------------------- |
| 2023-2024 | 2e          | 2e          | 65          | 32          | 19          | 8           | 5           | 66          | 38          | +28         |                     |
| 2022-2023 |             | 12e         | 27          | 32          | 6           | 9           | 17          | 34          | 45          | -11         | Finale              |
| 2021-2022 | 1re         | 5e          | 45          | 32          | 13          | 6           | 13          | 47          | 45          | +2          | Huitièmes de finale |
| 2020-2021 | 1re         | 7e          | 46          | 32          | 12          | 10          | 10          | 44          | 41          | +3          | Huitièmes de finale |
| 2019-2020 | 1re         | 5e          | 54          | 36          | 16          | 6           | 14          | 54          | 44          | +10         | Finale              |
| 2018-2019 | 1re         | 9e          | 42          | 34          | 10          | 12          | 12          | 44          | 44          | 0           | Demi-finales        |
| 2017-2018 | 1re         | 5e          | 45          | 36          | 10          | 15          | 11          | 38          | 44          | -6          | Quarts de finale    |
| 2016-2017 | 1re         | 8e          | 38          | 34          | 10          | 8           | 16          | 31          | 49          | -18         | Quarts de finale    |
| 2015-2016 | 1re         | 5e          | 50          | 33          | 15          | 5           | 13          | 56          | 44          | +12         | Demi-finales        |
| 2014-2015 | 1re         | 5e          | 48          | 33          | 13          | 9           | 11          | 39          | 31          | +8          | Quarts de finale    |
| 2013-2014 | 1re         | 1er         | 62          | 33          | 18          | 8           | 7           | 60          | 38          | +22         | Vainqueur           |
| 2012-2013 | 1re         | 5e          | 47          | 33          | 13          | 8           | 12          | 51          | 46          | +5          | Quatrième tour      |
| 2011-2012 | 1re         | 7e          | 44          | 33          | 12          | 8           | 13          | 42          | 48          | -6          | Deuxième tour       |
| 2010-2011 | 1re         | 10e         | 35          | 33          | 8           | 11          | 14          | 38          | 48          | -10         | Quarts de finale    |
| 2009-2010 | 1re         | 5e          | 48          | 33          | 13          | 9           | 11          | 36          | 30          | +6          | Quatrième tour      |
| 2008-2009 | 1re         | 7e          | 39          | 33          | 9           | 12          | 12          | 40          | 49          | -9          | Finale              |
| 2007-2008 | 1re         | 1er         | 71          | 33          | 22          | 5           | 6           | 60          | 38          | +22         | Quatrième tour      |
| 2006-2007 | 1re         | 3e          | 61          | 33          | 18          | 7           | 8           | 55          | 35          | +20         | Deuxième tour       |
| 2005-2006 | 1re         | 5e          | 45          | 33          | 11          | 12          | 10          | 48          | 44          | +4          | Demi-finales        |
| 2004-2005 | 1re         | 4e          | 53          | 33          | 15          | 8           | 10          | 59          | 45          | +14         | Cinquième tour      |
| 2003-2004 | 1re         | 5e          | 57          | 33          | 16          | 9           | 8           | 55          | 41          | +14         | Finale              |
| 2002-2003 | 1re         | 6e          | 46          | 33          | 14          | 4           | 15          | 42          | 45          | -3          | Demi-finales        |
| 2001-2002 | 1re         | 4e          | 54          | 33          | 16          | 6           | 11          | 52          | 45          | +7          | Quarts de finale    |
| 2000-2001 | 1re         | 5e          | 49          | 33          | 13          | 10          | 10          | 51          | 49          | +2          | Cinquième tour      |
| 1999-2000 | 1re         | 5e          | 49          | 33          | 12          | 13          | 8           | 57          | 40          | +17         | Finale              |
| 1998-1999 | 1re         | 1er         | 64          | 33          | 17          | 13          | 3           | 65          | 37          | +28         | Finale              |
| 1997-1998 | 1re         | 7e          | 44          | 33          | 12          | 8           | 13          | 54          | 48          | +6          | Quarts de finale    |
| 1996-1997 | 1re         | 5e          | 47          | 33          | 12          | 11          | 10          | 46          | 40          | +6          | Quarts de finale    |
| 1995-1996 | 1re         | 5e          | 51          | 33          | 15          | 6           | 12          | 57          | 38          | +19         | Quarts de finale    |
| 1994-1995 | 1re         | 1er         | 31          | 14          | 7           | 4           | 3           | 30          | 13          | +17         | Demi-finales        |
| 1993-1994 | 1re         | 5e          | 23          | 14          | 4           | 6           | 4           | 18          | 19          | -1          | Quarts de finale    |
| 1992-1993 | 1re         | 4e          | 26          | 14          | 5           | 5           | 4           | 23          | 23          | 0           | Finale              |
| 1991-1992 | 1re         | 5e          | 23          | 14          | 4           | 5           | 5           | 16          | 19          | -3          | Quarts de finale    |
| 1991      | 1re         | 6e          | 17          | 18          | 6           | 5           | 7           | 29          | 33          | -4          | Finale              |

### Bilan européen

#### Bilan
| Compétition              | P  | M  | V  | N  | D  | BP | BC  | Diff. |
| ------------------------ | -- | -- | -- | -- | -- | -- | --- | ----- |
| Ligue des champions (C1) | 4  | 24 | 9  | 6  | 9  | 32 | 41  | -9    |
| Coupe des coupes (C2)    | 3  | 6  | 1  | 1  | 4  | 3  | 12  | -9    |
| Ligue Europa (C3)        | 8  | 32 | 10 | 7  | 15 | 34 | 48  | -14   |
| Coupe Intertoto          | 4  | 16 | 8  | 4  | 4  | 25 | 24  | +1    |
| Total                    | 19 | 78 | 28 | 18 | 32 | 94 | 125 | -31   |

#### Résultats
Légende
- Victoire ou qualification pour le tour suivant
- Match nul
- Défaite ou élimination de la compétition

Note : dans les résultats ci-dessous, le score du club est toujours donné en premier.
| Saison    | Compétition         | Tour                | Club                 | Domicile | Extérieur | Total             |
| --------- | ------------------- | ------------------- | -------------------- | -------- | --------- | ----------------- |
| 1966-1967 | Coupe des coupes    | Premier tour        | Everton FC           | 0 - 0    | 1 - 2     | 1 - 2             |
| 1970-1971 | Coupe des coupes    | Premier tour        | Górnik Zabrze        | 0 - 1    | 1 - 8     | 1 - 9             |
| 1987-1988 | Coupe des coupes    | Premier tour        | Hajduk Split         | 1 - 0    | 0 - 1 ap  | 1 - 1 (2 - 4 tab) |
| 1993-1994 | Coupe UEFA          | Premier tour        | Deportivo La Corogne | 1 - 0    | 0 - 5     | 1 - 5             |
| 1995-1996 | Ligue des champions | Tour préliminaire   | Dynamo Kiev          | 1 - 3    | 0 - 1     | 1 - 4 Repêché     |
| 1995-1996 | Ligue des champions | Groupe A            | Panathinaïkos        | 2 - 1    | 0 - 2     | Quatrième         |
| 1995-1996 | Ligue des champions | Groupe A            | FC Nantes            | 0 - 2    | 1 - 3     | Quatrième         |
| 1995-1996 | Ligue des champions | Groupe A            | FC Porto             | 2 - 2    | 0 - 2     | Quatrième         |
| 1996      | Coupe Intertoto     | Groupe 1            | Hapoël Haïfa         | 5 - 4    | N/A       | Deuxième          |
| 1996      | Coupe Intertoto     | Groupe 1            | Standard de Liège    | N/A      | 0 - 1     | Deuxième          |
| 1996      | Coupe Intertoto     | Groupe 1            | Cliftonville FC      | 4 - 0    | N/A       | Deuxième          |
| 1996      | Coupe Intertoto     | Groupe 1            | VfB Stuttgart        | N/A      | 1 - 0     | Deuxième          |
| 1997      | Coupe Intertoto     | Groupe 1            | Dinamo-93 Minsk      | 2 - 1    | N/A       | Troisième         |
| 1997      | Coupe Intertoto     | Groupe 1            | MSV Duisbourg        | N/A      | 0 - 2     | Troisième         |
| 1997      | Coupe Intertoto     | Groupe 1            | Polonia Varsovie     | 2 - 0    | N/A       | Troisième         |
| 1997      | Coupe Intertoto     | Groupe 1            | SC Heerenveen        | N/A      | 2 - 8     | Troisième         |
| 1999-2000 | Ligue des champions | Troisième tour Q    | Dynamo Kiev          | 1 - 2    | 2 - 2     | 3 - 4             |
| 1999-2000 | Coupe UEFA          | Premier tour        | Udinese Calcio       | 0 - 1    | 1 - 2     | 1 - 3             |
| 2000      | Coupe Intertoto     | Premier tour        | Dinaburg FC          | 1 - 0    | 0 - 0     | 1 - 0             |
| 2000      | Coupe Intertoto     | Deuxième tour       | Udinese Calcio       | 0 - 2    | 2 - 1     | 2 - 3             |
| 2003-2004 | Coupe UEFA          | Deuxième tour Q     | Žalgiris Vilnius     | 0 - 0    | 3 - 1     | 3 - 1             |
| 2003-2004 | Coupe UEFA          | Premier tour        | AJ Auxerre           | 1 - 1    | 0 - 2     | 1 - 3             |
| 2007      | Coupe Intertoto     | Deuxième tour       | FC Honka             | 1 - 1    | 2 - 2     | 3E - 3            |
| 2007      | Coupe Intertoto     | Troisième tour      | KAA La Gantoise      | 2 - 1    | 1 - 1     | 3 - 2             |
| 2007-2008 | Coupe UEFA          | Deuxième tour Q     | HJK Helsinki         | 3 - 0    | 1 - 2     | 4 - 2             |
| 2007-2008 | Coupe UEFA          | Premier tour        | UC Sampdoria         | 0 - 0    | 2 - 2     | 2E - 2            |
| 2007-2008 | Coupe UEFA          | Groupe G            | Getafe CF            | 1 - 2    | N/A       | Quatrième         |
| 2007-2008 | Coupe UEFA          | Groupe G            | Tottenham Hotspur    | N/A      | 2 - 3     | Quatrième         |
| 2007-2008 | Coupe UEFA          | Groupe G            | RSC Anderlecht       | 1 - 1    | N/A       | Quatrième         |
| 2007-2008 | Coupe UEFA          | Groupe G            | Hapoël Tel-Aviv      | N/A      | 3 - 1     | Quatrième         |
| 2008-2009 | Ligue des champions | Deuxième tour Q     | FK Modriča           | 5 - 0    | 2 - 1     | 7 - 1             |
| 2008-2009 | Ligue des champions | Troisième tour Q    | FBK Kaunas           | 2 - 0    | 2 - 0     | 4 - 0             |
| 2008-2009 | Ligue des champions | Groupe E            | Manchester United    | 0 - 3    | 2 - 2     | Troisième         |
| 2008-2009 | Ligue des champions | Groupe E            | Villarreal CF        | 2 - 2    | 3 - 6     | Troisième         |
| 2008-2009 | Ligue des champions | Groupe E            | Celtic FC            | 2 - 1    | 0 - 0     | Troisième         |
| 2008-2009 | Coupe UEFA          | Seizièmes de finale | Deportivo La Corogne | 3 - 0    | 3 - 1     | 6 - 1             |
| 2008-2009 | Coupe UEFA          | Huitièmes de finale | Manchester City      | 2 - 0 ap | 0 - 2     | 2 - 2 (3 - 4 tab) |
| 2009-2010 | Ligue Europa        | Deuxième tour Q     | FK Slavija           | 0 - 0    | 1 - 3     | 1 - 3             |
| 2013-2014 | Ligue Europa        | Premier tour Q      | Dila Gori            | 0 - 0    | 0 - 3     | 0 - 3             |
| 2014-2015 | Ligue des champions | Troisième tour Q    | Dinamo Zagreb        | 0 - 1    | 2 - 0     | 2 - 1             |
| 2014-2015 | Ligue des champions | Barrages Q          | APOEL Nicosie        | 1 - 1    | 0 - 4     | 1 - 5             |
| 2014-2015 | Ligue Europa        | Groupe J            | Dynamo Kiev          | 3 - 0    | 0 - 2     | Deuxième          |
| 2014-2015 | Ligue Europa        | Groupe J            | Steaua Bucarest      | 1 - 0    | 0 - 6     | Deuxième          |
| 2014-2015 | Ligue Europa        | Groupe J            | Rio Ave FC           | 1 - 0    | 0 - 2     | Deuxième          |
| 2014-2015 | Ligue Europa        | Seizièmes de finale | Club Bruges          | 1 - 3    | 0 - 3     | 1 - 6             |

1. ↑  Malgré sa défaite, l'Aalborg BK est par la suite repêché après la disqualification du Dynamo Kiev pour avoir tenté de soudoyer l'arbitre lors d'une rencontre de la phase de groupes de la Ligue des champions.

## Personnalités du club

### Anciens joueurs
- Années 1960 :
- Henning Munk Jensen (1965)
- Années 1980 :
- Torben Boye (1983)
- Jes Høgh (1987)
- Années 1990 :
- Thomas Augustinussen (1999)
- Jesper Grønkjær (1995)
- Brian Priske (1999)
- Années 2000 :
- Kasper Bøgelund (2008)
- Jeppe Curth (2005)
- Anders Due (2008)
- Thomas Enevoldsen (2005)
- Allan Olesen (2003)
- Kenneth Emil Petersen (2016)
- Martin Pedersen (en) (2002)
- Kasper Risgård (en) (2002)
- Michael Silberbauer (2001)
- Nicolaj Thomsen (2011)
- Rasmus Würtz (2002)
- Martin Ericsson (2004)
- Andreas Johansson (2007)
- Mattias Lindström (2005)
- Lasse Nilsson (2008)
- Rade Prica (2006)
- Klebér Saarenpää (2001)
- Louay Chanko (2009)
- Trond Andersen (2004)
- Kjetil Waehler (2009)
- Chris Kiwomya (2001)
- Lukas Spalvis (2013)
- Danny Califf (2006)
- Cacá (2005)
- Dennis Marshall (2011)
- Siyabonga Nomvethe (2006)
- Karim Zaza (2007)

## Identité visuelle

Ancien logo.
Logo actuel.